# Marujada de São Benedito
A Festividade do Glorioso São Benedito de Bragança, juntamente com a Marujada de São Benedito, constituem-se em um festejo popular cultural e religioso brasileiro, celebrado anualmente no mês de dezembro desde 1798 em homenagem a São Benedito, no município brasileiro de Bragança (Estado do Pará), sendo promovida pela Paróquia de Nossa Senhora do Rosário (da Diocese de Bragança) e pela Irmandade da Marujada de São Benedito de Bragança. Segundo dados do 24ª Subgrupamento de Bombeiros em Bragança, em 2023, o número de participantes na procissão de 26 de dezembro ultrapassou 160 mil pessoas. É considerada a maior manifestação cultural e religiosa da região bragantina.
A festividade é demarcada por uma influência matriarcal (comandada pela maruja escolhida dentre as demais). Na festa ocorrem almoços, novenas, leilão, missas e procissão solene. Mas o ponto alto são as celebrações de 26 de dezembro, data em que se realiza a Marujada como dança e a parte solene da festividade com missa e com a procissão. E também é marcada por várias apresentações da Marujada, sendo no dia 18 de dezembro, dia 25 de dezembro (dia de Natal), 26 de dezembro (dia de São Benedito) e dia 1º de janeiro (dia da Paz).

## Descrição
A festividade dedicada a São Benedito acontece entre 18 e 26 de dezembro, com o acréscimo do dia 1º de janeiro, promovida pela Paróquia de Nossa Senhora do Rosário, pela Irmandade da Marujada de São Benedito de Bragança e por uma Diretoria Executiva. O ciclo de São Benedito se inicia anualmente no mês de abril, quando as Comitivas de Esmolação de São Benedito são enviadas à peregrinação por diversas casas de devotos e populares, realizando ladainhas e folias cantadas, recebendo donativos e promovendo a divulgação da festividade. Essas comitivas percorrem três regiões diferentes, sendo Praias, Campos e Colônias. Esta manifestação religiosa surgiu na região no período em que os negros eram escravizados (década de 1790), sendo boa parte desses negros oriundos da lavoura e do trabalho doméstico na então Vila de Bragança.
Os marujos e marujas ensaiam para a grande festa no barracão, inaugurado no dia 25 de dezembro de 1962 e construído na administração do então procurador Raimundo Arsênio Pinheiro, junto com senador Lobão da Silveira e outras pessoas.

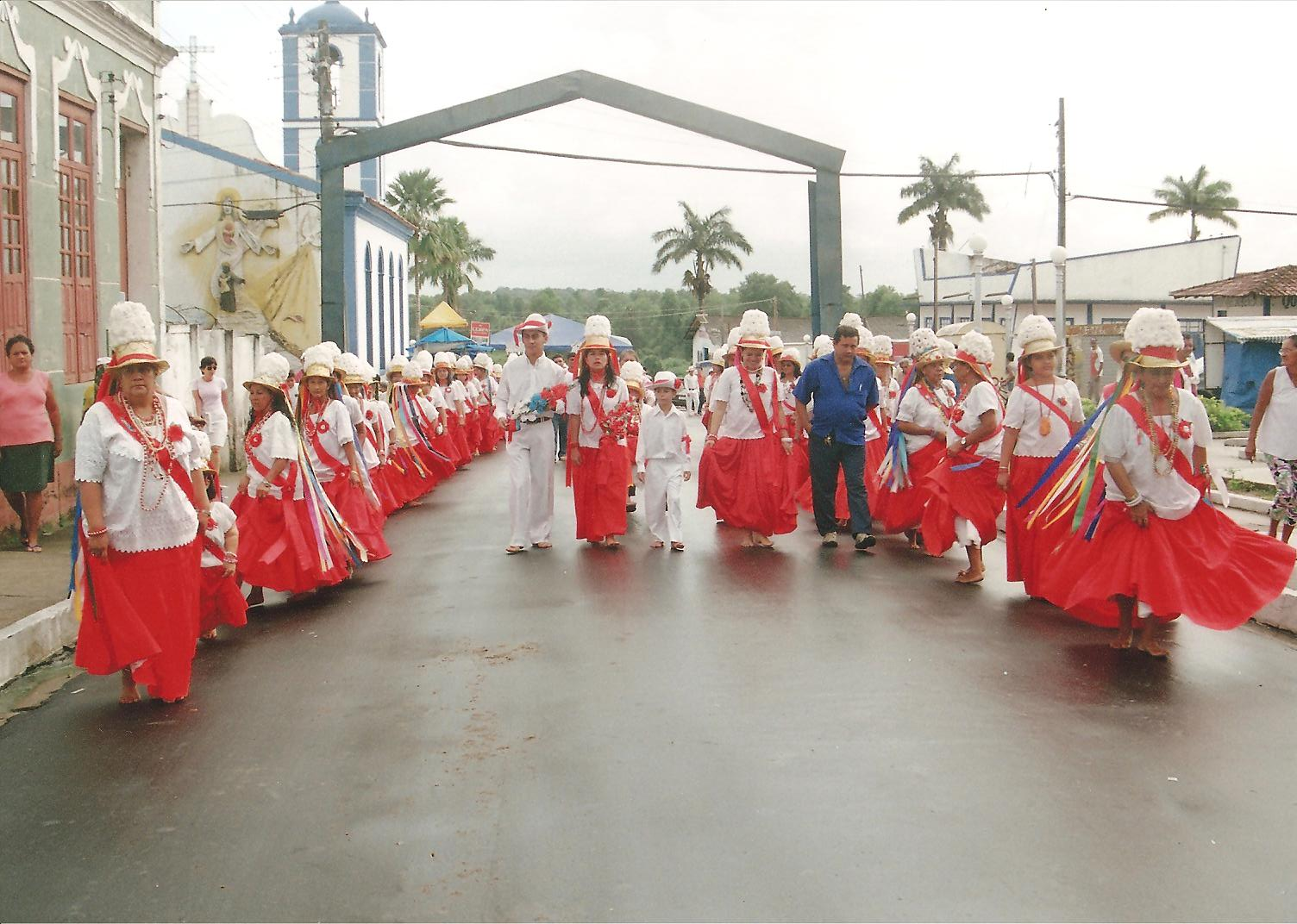
Marujada de São Benedito de Bragança (PA), em 26.12.2008.

Na festividade destaca-se a Marujada como sua principal manifestação cultural, sendo folguedo constituído em maioria por mulheres, que dançam no Teatro Museu e no barracão e participam da procissão pela cidade, no dia 26 de dezembro em homenagem ao Santo, finalizando a festividade. Nesta procissão, uma imagem é levada pelos devotos num itinerário que percorre cerca de 4 quilômetros, retornando ao largo da Igreja de São Benedito. Geralmente as marujas utilizam blusa branca, faixa de fita vermelha, uma rosa de tecido, saia rodada comprida vermelha ou branca e chapéu enfeitado com fitas e plumas. Os marujos vestem blusa e calça brancas, com chapéu de palha revestido com tecido e uma rosa vermelha.
Na alvorada de 18 de dezembro, ocorre a abertura da festividade em frente à Igreja de São Benedito, no município de Bragança. Nos dias anteriores, as comitivas chegam na cidade com os três grupos de rezadores que peregrinam com suas imagens do santo por quase oito meses pelas casas da região bragantina.
Também fazem parte dos festejos em dezembro, a Cavalhada, os almoços de Juízes, o leilão, as apresentações culturais e solene procissão. Na procissão é usada uma réplica da imagem original de São Benedito. No Teatro-Museu da Marujada e no Barracão da Marujada ocorrem os ensaios do grupo de marujas e marujos, preparando-se para as apresentações oficiais de 25 e 26 de dezembro.
A organização da festa é dividida pela Igreja Católica e pela entidade Irmandade da Marujada de São Benedito. A Marujada em Bragança é diferente da Marujada que ocorre na região nordeste do Brasil, pois esta remete a Nau Catarineta.

## Danças
Durante a celebração, sete tipos de danças são executadas, além do xote bragantino, também se dança: roda, retumbão, chorado, mazurca, valsa, bagre e, a contra-dança.